# Urbach, Rems-Murr
Urbach là một xã ở the huyện Rems-Murr thuộc bang Baden-Württemberg nước Đức. Đô thị này có diện tích 20,76 km², dân số thời điểm ngày 31 tháng 12 năm 2006 là 8530 người.